# At Worst... The Best of Boy George and Culture Club
At Worst... The Best of Boy George and Culture Club è la prima raccolta ufficiale congiunta dell'artista anglo-irlandese Boy George e del suo primo gruppo, la band britannica dei Culture Club, pubblicata su etichetta Virgin Records nel 1992 per poi essere ritirato dal mercato e ripubblicato l'anno dopo.
Le due collection escono sulla scia dei due più recenti successi all'epoca ottenuti da Boy George: il duetto More Than Likely con P.M. Dawn e la collaborazione con i Pet Shop Boys in The Crying Game, colonna sonora portante del film omonimo (ribattezzato in Italia La moglie del soldato). Quest'ultimo rappresenta, tra l'altro, uno dei rari, ultimi successi del cantante negli USA, dove, in qualità di solista, non è mai riuscito a replicare la grande popolarità ottenuta con la band negli anni ottanta.
At Worst... The Best of Boy George and Culture Club contiene 19 brani, tratti dal repertorio dei Culture Club e di Boy George (sia come solista assoluto, che come leader della band fittizia dei Jesus Loves You), compresi gli ultimi due singoli di successo summenzionati (che non figurano invece tra le 15 tracce di Spin Dazzle). Oltre questi due e praticamente tutti i singoli dei Jesus Loves You, la raccolta comprende due sole canzoni accreditate al solo Boy George: la sua unica Numero Uno anglo-europea, Everything I Own, e il primo ed unico singolo tratto dal secondo album solista, "Tense Nervous Headache", del 1989, la roboante ballata Don't Cry, dominata dagli archi e da una voce camuffata, che tenta di imitare, riuscendoci anche piuttosto bene, Roy Orbison. Tra i pezzi dei Jesus Loves You, scritti e in parte prodotti dallo stesso George (sotto lo pseudonimo di Angela Dust), risaltano il singolo di debutto della band, After the Love, e l'ultimo singolo tratto dal loro unico album, "Jesus Loves You - The Martyr Mantras", intitolato Bow Down Mister, di chiara ispirazione e sonorità Hare Krishna. Quanto alla prima delle due canzoni, si tratta di un riuscitissimo esperimento musicale, basato sull'unione di un testo socialmente impegnato con una raffinata base, orientata verso una dance acid house, alquanto soft (scritta da Boy insieme all'ex amante, il batterista dei Culture Club, Jon Moss, che compare anche nel relativo videoclip). La seconda canzone era invece stata scritta per un primo tentativo di riunione della band, che però non era poi andato in porto, e rappresenta il trionfale ritorno dell'artista nelle classifiche britanniche, raggiungendo la Top 30 nel 1991.
At Worst... The Best of Boy George and Culture Club contiene anche i due numeri uno mondiali del gruppo, Do You Really Want to Hurt Me e Karma Chameleon, rispettivamente del 1982 e del 1983 (la prima traccia è contenuta in "Kissing to Be Clever"; la seconda in "Colour by Numbers"). Il successo minore Move Away (Top Ten nel 1986) è l'unico rappresentante del quarto album della band, "From Luxury to Heartache", mentre nessun brano è stato incluso dal loro terzo long-playing, "Waking Up with the House on Fire", del 1984, nemmeno la Numero 2 inglese The War Song, anche se viene riproposta l'altra celebre colonna sonora, la romantica ballata Love Is Love (da "Electric Dreams"), di recente aggiunta come traccia bonus alla versione rimasterizzata in CD dell'album dell'84. Per quanto riguarda, infine, i 5 pezzi dei Jesus Loves You (manca solo il singolo più sfortunato, One on One, nonostante il celebre remix dei Massive Attack, inserito però su Spin Dazzle), a parte la versione del singolo per la citata Bow Down Mister (dal divertente sottotitolo di «A Small Portion 2B Polite», cioè "Una porzione piccola per essere educati", evidente riferimento alla interminabile versione dell'album), Love Hurts e After The Love compaiono in versione originale, di Sweet Toxic Love viene proposta la versione alternativa («Deliverance Mix») a quella più nota del singolo («Hootenanny Mix»), mentre Generations of Love figura nella versione della sua seconda edizione, la movimentata «La La Gone Ga Ga Mix» (l'unico degli innumerevoli remix del brano ad essere entrato in classifica, nel 1991).

## Spin Dazzle
Spin Dazzle, come accennato, è la prima delle due raccolte accreditate a Boy George & Culture Club, uscita nel 1992, soltanto un anno prima dell'altra, per poi essere ritirata e sostituita dalla successiva, con una track listing diversa ed ampliata. La collection del 1992, che contiene 15 brani, pur essendo stata pubblicata sull'onda dei due successi più recenti, More Than Likely e, soprattutto, The Crying Game, non li contiene, così come non contiene I'll Tumble 4 Ya, It's a Miracle e Sweet Toxic Love (mentre tutte e cinque le canzoni vengono aggiunte sulla raccolta del 1993, che ne comprende in tutto 19). All'inverso, il quarto singolo di Boy George da solista, To be Reborn, e quello meno noto dei Jesus Loves You, One On One, sono invece contenute soltanto su Spin Dazzle. L'ultima differenza tra le due compilation (che hanno in comune addirittura alcune delle fotografie, nel libretto e in copertina) riguarda le versioni alternative di due brani, sempre  dei Jesus Loves You: Love Hurts (versione dell'album nella raccolta del 1993; versione del singolo in quella del 1992) e After the Love (un remix in Spin Dazzle; la versione edit di quella del long-playing nella seconda collection).

## La ristampa diDo You Really Want to Hurt Me
La promozione delle due raccolte viene affidata alla prima Numero Uno storica del gruppo, la romantica ballata reggae Do You Really Want to Hurt Me, che nel 1992 viene ristampata per l'occasione su un CD singolo contenente i due brani originariamente sul 45 giri del 1982, cioè la versione originale che raggiunse la prima posizione in classifica in tutto il mondo, e la controversa versione dub con il toastin' di Pappa Weasel, brano che si è reso disponibile soltanto relativamente di recente. A completare la track listing, il CD singolo comprende anche, come terzo ed ultimo brano, un lungo remix del recente Top 30 inglese Bow Down Mister, sottotitolato «Sitari Bizarri Mix», che ne sottolinea ancora di più le già evidenti sonorità indiane, orientate verso atmosfere Krishna.

## Boy George sulla raccolta del 1993
Così scrive Boy George nel libretto allegato al CD di At Worst... The Best of Boy George and Culture Club: "Quest'album è una raccolta di ricordi. Quel che facevo allora e ciò che faccio adesso. Senza i Culture Club, non avrei mai imparato a firmare un assegno! Seriamente... non rimpiango neanche un istante, forse qualche occhio nero. Le mie prime canzoni erano quasi poesie da scolaretto, diceva Jon: «Devi utilizzare meno parole, comporre ritornelli e middle». Roy mi ha insegnato a strutturare le melodie, approfittandone più del dovuto, durante la nostra esperienza. Da Mickey, invece, ho imparato un sacco sugli stati d'animo e sulla sessualità: i suoi riff di basso colpivano sempre nel posto giusto. Ne ho fatta di strada da quegli inizi accidentati: sono più vecchio, più saggio e ancora complicato. La gente mi chiede spesso se guardo con vergogna i "costumi" che indossavo coi Culture Club. «Ma neanche a parlarne! E poi non erano "costumi", quelli... Ne vado assolutamente fiero!» Per dirla tutta, non riesco a credere che tutto ciò faccia parte del passato. Non mi sono mai considerato come un volto da poster da appendere nella cameretta di un adolescente. I Duran Duran erano più portati per quel tipo di cose. Oggi, invece, mi manca la terra sotto i piedi tanto è il desiderio che ho di rinfilarmi seriamente in uno di quegli abiti. Mi sono appena comprato un paio di quelle scarpe con la zeppa con i lacci... Jimi Hendrix era qualcosa di più che un assolo di chitarra, Ziggy Stardust non aveva solo la polvere di stelle dalla sua, e Prince non è soltanto un paio di tacchi cubani. Allo stesso modo, Boy George va oltre le sue sopracciglia! Lo stile e i contenuti non possono essere separati, l'ho sempre pensato. Continuerò seguendo la tradizione dei miei idoli: Quentin Crisp, Marc Bolan e David Bowie. L'arte non dovrebbe mai abbassarsi a baciare il di dietro della convenzionalità. Il palcoscenico è un regno di fantasia, dove non c'è posto per i gay repressi e le bionde ossigenate. Girate i tacchi e via... Non è ancora finita. Vorrei ringraziare mamma e papà e il resto della mia famiglia per aver fatto di me la primadonna confusa e contorta che sono; il mio preside Peter Dawson per avermi aiutato a fare le scelte giuste [...] e infine tutti i musicisti che hanno suonato su questo album. Se ho dimenticato qualcuno, non è stato perché l'ho voluto, anzi, ce l'ho messa tutta, scartabellando tutte le agende e le vecchie rubriche telefoniche, e frugando in tutti i cassetti di casa."
La retrospettiva di Boy George, dopo essere passata per i ringraziamenti individuali dettagliati (qui omessi), si chiude con una dedica agli amici scomparsi e a un'amara riflessione sulla condizione dei tossicodipendenti (da lui da poco sperimentata e, fortunatamente, risolta): "Quest'album è dedicato alla memoria di Ray Petri, Steve Hughes, Paul Gobel e Les Daly, e alla consapevolezza che se la terapia fosse stata disponibile prima, l'avventura coi Culture Club sarebbe stata molto più divertente". Ed è triste constatare che, rispetto alla precedente raccolta, Spin Dazzle, uscita appena un anno prima, ci sono già due nomi in più nella dedica in memoriam. Ma il vero finale dell'intima chiacchierata di George con i suoi fans è rappresentato da un consiglio che suona quasi come un augurio o, meglio ancora, una benedizione: "Se potete, in questa vita, aiutate gli altri; se non potete, almeno non fate loro del male". Il pensiero conclusivo va comunque al Dio ritrovato, e nell'ultima riga si legge un sincero e universale (nonostante la particolarità): "Hare Krishna".

## Tracce

### Spin Dazzle
1. "Do You Really Want to Hurt Me" - 4:22 (O'Dowd/Hay/Craig/Moss)
2. "Everything I Own" - 3:56 (Gates)
3. "Bow Down Mister" (A Small Portion 2B Polite) - 3:44 (Dust)
4. "Generations of Love" (La La Gone Ga Ga Mix) - 3:58 (Dust/Rogers/Geary)
5. "Time (Clock of the Heart)" - 3:42 (O'Dowd/Hay/Craig/Moss)
6. "To be Reborn" - 4:28 (O'Dowd/Dozier)
7. "Karma Chameleon" - 4:00 (O'Dowd/Hay/Craig/Moss/Pickett)
8. "Church of the Poison Mind" - 3:31 (O'Dowd/Hay/Craig/Moss)
9. "Miss Me Blind" - 4:29 (O'Dowd/Hay/Craig/Moss)
10. "Love Is Love" - 3:50 (O'Dowd/Hay/Craig/Moss)
11. "Don't Cry" - 4:07 (O'Dowd/Maidman/Bobby Z)
12. "After the Love" (Naughty Norman Normal's Nightie Edit) - 4:11 (Moss/Dust)
13. "Love Hurts" (Yes It Doz U Blighter Mix) - 4:12 (Dust/Forest/Cottle)
14. "One on One" (Massive Attack Mix) - 5:12 (Dust/Brydon)
15. "Victims" - 4:53 (O'Dowd/Hay/Craig/Moss)

### At Worst... The Best of Boy George and Culture Club
1. "Do You Really Want to Hurt Me" - 4:22 (O'Dowd/Hay/Craig/Moss)
2. "Time (Clock of the Heart)" - 3:42 (O'Dowd/Hay/Craig/Moss)
3. "Church of the Poison Mind" - 3:31 (O'Dowd/Hay/Craig/Moss)
4. "Karma Chameleon" - 4:00 (O'Dowd/Hay/Craig/Moss/Pickett)
5. "Victims" - 4:53 (O'Dowd/Hay/Craig/Moss)
6. "I'll Tumble 4 Ya" - 2:35 (O'Dowd/Hay/Craig/Moss)
7. "It's a Miracle" - 3:25 (O'Dowd/Hay/Craig/Moss/Pickett)
8. "Miss Me Blind" - 4:29 (O'Dowd/Hay/Craig/Moss)
9. "Move Away" - 4:20 (O'Dowd/Hay/Craig/Moss/Pickett)
10. "Love Is Love" - 3:50 (O'Dowd/Hay/Craig/Moss)
11. "Love Hurts" - 4:25 (Dust/Forest/Cottle)
12. "Everything I Own" - 3:56 (Gates)
13. "Don't Cry" - 4:07 (O'Dowd/Maidman/Bobby Z)
14. "After the Love" - 4:22 (Moss/Dust)
15. "More Than Likely" (P.M. Dawn & guest vocals: Boy George) - 3:50 (Cordes)
16. "The Crying Game" - 3:22 (Stephens)
17. "Generations of Love" (La La Gone Ga Ga Mix) - 3:58 (Dust/Rogers/Geary)
18. "Bow Down Mister" (A Small Portion 2B Polite) - 3:44 (Dust)
19. "Sweet Toxic Love" (Deliverance Mix) - 3:52 (O'Dowd/Themis/Pizzey)

### Do You Really Want to Hurt Me
1. "Do You Really Want to Hurt Me" - 4:13 (O'Dowd/Hay/Craig/Moss)
2. "Do You Really Want to Hurt Me" (Dub Version) - 3:38 (O'Dowd/Hay/Craig/Moss)
3. "Bow Down Mister" (Sitari Bizarri Mix) - 6:24 (Dust)

## Crediti

### Formazione/Musicisti
- Boy George: voce e testi
- Roy Hay: chitarre, tastiere, sitar, synth guitar
- Mickey Craig: basso
- Jon Moss: batteria e percussioni
- Helen Terry: cori principali e voce femminile solista
- John Themis: chitarre tracce Jesus Loves You
- Asha Bosle: guest vocalist traccia 18
- per gli altri musicisti, vedi i primi quattro album dei Culture Club, la pagina su Roy Hay, i primi due album di Boy George, l'album "Jesus Loves You - The Martyr Mantras" e l'extended play "Jesus Loves You - Sweet Toxic Love EP" dei Jesus Loves You.

### Staff/Produzione[3]
- Steve Levine: produzione tracce 1, 2, 3, 4, 5, 6, 7, 8, 10, 12; co-missaggio tracce 4, 5
- Arif Mardin, Lew Hahn: produzione traccia 9
- Bruce Forest: produzione traccia 11; produzione e missaggio traccia 18
- Bobby Z: produzione traccia 13
- Mike Pela: missaggio traccia 13
- Angela Dust (=Boy George): co-produzione tracce 14, 17, 19; co-missaggio traccia 17
- Jon Moss: co-missaggio tracce 4, 5; co-produzione traccia 14
- Andy Whitmore: co-produzione traccia 17
- Ben Kape: co-missaggio traccia 17
- Simon Rogers: produzione originaria traccia 17
- A. Pizzey: co-produzione traccia 19
- P.M. Dawn: produzione traccia 15
- Pet Shop Boys: produzione traccia 16
- Evolution: remix traccia 11
- Gordon Milne: assistente tecnico del suono traccia 1
- Glenn Skinner: tecnico del suono traccia 12
- Jamie Morgan, Pierre et Gilles: foto per "At Worst... The Best of Boy George and Culture Club"
- Nick Knight, André Csillag, Jamie Morgan: foto per "Spin Dazzle"
- Dan Lepard: foto per Do You Really Want to Hurt Me
- a.r.t.p.o.o.l.: design Do You Really Want to Hurt Me
- per gli altri membri dello staff e della produzione, vedi riferimenti in calce al precedente sottoparagrafo "Formazione/Musicisti"

## Dettagli pubblicazione

### Spin Dazzle
| Paese | Data | Etichetta                                        | Formato | N° Catalogo   |
| UK    | 1992 | More Protein/Virgin/distr. Fonit Cetra in Italia | CD      | CDVTV 2       |
|       |      |                                                  |         | 5012981777227 |

### At Worst... The Best of Boy George and Culture Club
| Paese | Data | Etichetta | Formato | N° Catalogo  |
| UK    | 1993 | Virgin    | CD      | VTCD 19      |
|       |      |           |         | 724383901425 |
|       |      |           |         | PM 520       |
|       |      |           |         | I: 072       |

### Do You Really Want to Hurt Me
| Paese    | Data | Etichetta | Formato    | N° Catalogo   |
| Germania | 1992 | Virgin    | CD singolo | 665 483       |
|          |      |           |            | 5012980018321 |
|          |      |           |            | LC 3098       |